# Massimo Tononi
Massimo Tononi (Trento, 22 de agosto de 1964) es un banquero y dirigente empresarial italiano. Ha dirigido el CDA de la Banca Monte dei Paschi di Siena y ha sido subsecretario del Ministerio de Economía italiano. Presidente de Cassa Depositi e Prestiti.

## Biografía
Hijo del político Giorgio Tononi, se graduó en Economía por la Universidad Bocconi de Milán en 1988. Ha trabajado en la sede londinense de Goldman Sachs hasta 1993, ocupándose sobre todo de fusiones y adquisiciones entre empresas. Asistente de Romano Prodi durante su segundo Gobierno, es nombrado director del Istituto per la Ricostruzione Industriale (IRI). En 1994 vuelve a Goldman Sachs, del que se convierte en socio y director.
Dejó el cargo el 18 de mayo de 2006, convirtiéndose en subsecretario de Economía del segundo gobierno de Romano Prodi, al cual había financiado durante la campaña electoral con 100.000 euros. Durante su mandato de Subsecretario del Ministerio de Economía y Finanzas, conducido por el entonces ministro Tommaso Padoa-Schioppa, se ocupa de la deuda pública italiana y de las sociedades participadas por el Estado. Tras la caída del gobierno, vuelve a Goldman Sachs. En 2010 es nombrado director adjunto del banco. Desde septiembre de 2010 es miembro del directorio de la Bolsa de Londres con la cualificación de No-Executive Director.
Ha sido presidente de Cassa di Compensazione e Garanzia (de septiembre de 2013 al 2015) y EuroTLX SIM (de septiembre de 2013 al 2015) y consejero del London Stock Exchange Group (de 2010 a 2015) y de Sorin (de junio de 2010 al 2015).
Actualmente es presidente de la Junta de Administración de Prysmian (desde abril de 2012), de la Institución Atesino de Desarrollo (desde junio de 2012) y es también consejero de administración de Mittel
(desde mayo de 2010).
El 28 de junio de 2011 fue nombrado presidente de la Bolsa Italiana. El 7 de agosto de 2015 dimitió de este cargo de presidente de la Bolsa de Italia y como administrador delegado de la compañía Sorin, para hacerse cargo de la presidencia de la junta de administración del Monte dei Paschi di Siena en la asamblea ordinaria de accionistas que se celebró en Siena el 15 de septiembre de 2015, sustituyendo al anterior presidente Alessandro Perfume, que había dimitido en julio.